# Governació de la Bekaa
La governació o muhàfadha de la Bekaa (àrab: محافظة البقاع, muḥāfaẓat al-Baqāʾ) és una governació o muhàfadha en què es divideix el Líban. La capital és Zahle o Zahlé, la superfície és de 4.429 km² i la població, 471.209 habitants (2004). Ocupa un terç del país, del quañ és la principal zona agrícola.
Està dividida en cinc districtes:
- Hermel (nord-oest)
- Baalbek (nord-est, nord i nord de la part central)
- Zahle (sud de la part central)
- Rashaya (sud-est)
- Bekaa Occidental (sud-oest), capital Joub Jannine.